# All Inclusive (film, 2019)
Pour les articles homonymes, voir All Inclusive.
Pour plus de détails, voir Fiche technique et Distribution.
All Inclusive (prononcé en anglais : /ɔːl ɪnˈkluːsɪv/) est une comédie française réalisée par Fabien Onteniente, sortie en 2019.

## Synopsis
Gagnant d'un concours organisé par le site LDLC.com et après s'être fait larguer par sa petite amie à l'aéroport, Bruno part seul en Guadeloupe dans un club All Inclusive, le Club Caraibes Princess. Arrivé sur place, il découvre qu'il va être obligé de partager sa chambre d'hôtel avec un célibataire endurci et quelque peu possessif, Jean-Paul Cisse. Les deux compères vont, au cours de leurs vacances, rencontrer une bande de personnages hauts en couleur. Ils font ainsi la rencontre de Lulu, une retraitée qui n'a pas froid aux yeux, Édouard Laurent, qui dirige le club et enfin un trio d'amies venues célébrer le divorce de l'une d’entre elles.

## Fiche technique
Sauf indication contraire, les informations mentionnées dans cette section peuvent être confirmées par la base de données cinématographiques IMDb,  présente dans la section « Liens externes ».
- Titre original : All Inclusive
- Réalisation : Fabien Onteniente
- Scénario : Fabien Onteniente, Guy Laurent et Franck Dubosc
- Musique : Benjamin Biolay et Dany Synthé
- Décors : Hervé Gallet
- Costumes : Fabienne Katany
- Photographie : Pierric Gantelmi d'Ille
- Montage : Yann Malcor et Enzo Onteniente
- Production : Olivier Delbosc, Vivien Aslanian, Romain Le Grand et Marco Pacchioni
- Sociétés de production : Curiosa Films et Marvelous Productions
- SOFICA : Cinémage 13, Manon 9
- Société de distribution : Warner Bros. (France)
- Budget : €15,4 millions [réf. nécessaire]
- Pays d'origine :  France
- Langue originale : français
- Format : couleur - 2,35:1 - Dolby Digital
- Genre : comédie
- Durée : 92 minutes
- Date de sortie :
  - France : 13 février 2019

## Distribution
- Franck Dubosc : Jean-Paul Cisse
- François-Xavier Demaison : Bruno Morin
- Josiane Balasko : Lucienne dite « Lulu »
- Thierry Lhermitte : Édouard Laurent, le patron du  Club Caraibes Princess
- Amelle Chahbi : Sonia
- Caroline Anglade : Caroline
- Camille Lavabre : Camille
- Yvick Letexier dit « Mister V » : Pépito, un animateur du club
- Victor Belmondo : Thibault
- Thaïs Alessandrin : Manon
- Christophe Canard : Bernard
- Jonathan Roberge : le touriste québécois (surnommé « le caribou »)
- Admiral T : le chef des voleurs
- Kev Adams : l'homme à l’aéroport (caméo)
- Maiwenn : Paloma, l'épouse de Bruno
- Antonia de Rendinger : l'hôtesse de l'air

## Production

### Lieux de tournage
Le tournage commence le 16 mai 2018 à l'aéroport de Paris-Orly pour tourner les scènes d'ouverture et de fermeture du film. Ensuite, l'équipe part pour la Guadeloupe pour deux mois. Le tournage a eu lieu en partie au club Pierre et Vacances dans la commune française de Sainte-Anne (Guadeloupe). Certaines scènes ont aussi été tournées au Club Med de la Caravelle, à l'îlet du Gosier, ainsi qu’à l’aéroport Guadeloupe-Pôle Caraïbes.

### Musique
La bande originale du film est constituée de plusieurs chansons interprétées par différents artistes.
1. All Inclusive par Admiral T feat. Méryl - 01:58
2. Zouk la sé sèl médikaman nou ni par Kassav' (Bob Sinclar Remix) - 05:08
3. M'ba Zumba par All Inclusive - 01:33
4. Dancè par Jacob Desvarieux feat. Machel Montano - 02:41
5. Made in Sun par All Inclusive - 02:06
6. Zouké Mwen par All Inclusive - 01:18
7. Rété par Jean-Philippe Marthély - 05:22
8. Mwen Di Ou Awa par Jacob Desvarieux et Georges Décimus - 04:45
9. Gwoka par Jean-Pierre Coquerel - 02:55
10. Kolé séré par Jocelyne Béroard et Jean-Claude Naimro - 04:31
11. Réconfort par All Inclusive - 02:41
12. Love par Haitian Troubadours - 05:04
13. Sam Samba par All Inclusive - 03:27
14. Nostalgie par All Inclusive - 01:41
15. Eskize mwen par Patrick Saint-Éloi - 05:11
16. Soleil des îles par All Inclusive - 02:30
17. Dékompresé par Patrick Saint-Éloi - 05:04
18. Only God Can Judge Me Now par Admiral T - 03:03
19. Week-end All Inclusive par Andrew Picord - 02:49

## Accueil

### Accueil critique
Le film reçoit un accueil critique extrêmement froid. Le site Allociné propose une moyenne de 1,5/5 à partir de 10 critiques de presse. Sur SensCritique, il obtient une moyenne de 2,6/10 à partir de plus de 1 200 avis du public.
Excepté CNews, dont la rédaction relève que « Deux ex-Bronzés au casting » qui vaut au film d'être « un divertissement populaire dans la même veine que Disco », la majorité des critiques sont négatives.
Pour Hélène Marzolf de Télérama, All Inclusive est dénué de toute finesse : « gros cliché sur les Antilles, jeux de mots de niveau blagues Carambar, gags sur des cendres funéraires roulées et fumées dans des cigarettes qui font rire [...], embrouilles pour savoir qui a pété dans la piscine... ». Sophie Benamon de Première résume le long-métrage en mentionnant un « scénario bâclé, dialogues pas travaillés, comédiens en surjeu, image mal léchée, ce All Inclusive a tout compris ». La journaliste souligne la présence de 
Josiane Balasko et Thierry Lhermitte, acteurs des Bronzés, « qui retrouvent leurs habitudes mais tout sonne faux ».
Sous la plume de Benjamin Puech, Le Figaro estime que « Dès les files d'enregistrement de l'aéroport de Roissy, on comprend que le film de Fabien Onteniente ne volera pas très haut. Dans l'atmosphère faussement tropicale du club de vacances, les grimaces de François-Xavier Demaison laissent perplexe ». Catherine Balle pour Le Parisien parle de la performance de Franck Dubosc en expliquant que l'on « frôle l'indigestion - ou l'insolation - à force de voir l'acteur, cramé aux UV, surjouer de bout en bout ».

### Box-office
Lors de son premier jour d'exploitation, le film réalise une modeste performance de 67 282 entrées malgré une présence dans 621 salles. À la fin de la première semaine à l'affiche, All Inclusive cumule 407 344 entrées.
Finalement, après sept semaines d'exploitation, le film comptabilise seulement 814 207 entrées et près de 5,8 millions d'euros de recettes pour un budget de production avoisinant 15,4 millions d'euros. Ce résultat au box-office ne permet pas de couvrir l'ensemble des frais liés à la production du long-métrage.
Le film est diffusé sur TF1 le dimanche 20 juin 2021 et réalise 3,954 millions de téléspectateurs.
| Pays ou région | Box-office      | Date d'arrêt du box-office | Nombre de semaines |
| -------------- | --------------- | -------------------------- | ------------------ |
| France         | 814 207 entrées | 3 avril 2019               | 7                  |
| Total mondial  | 6 468 337 $     | -                          | -                  |